# جامعة مفتوحة

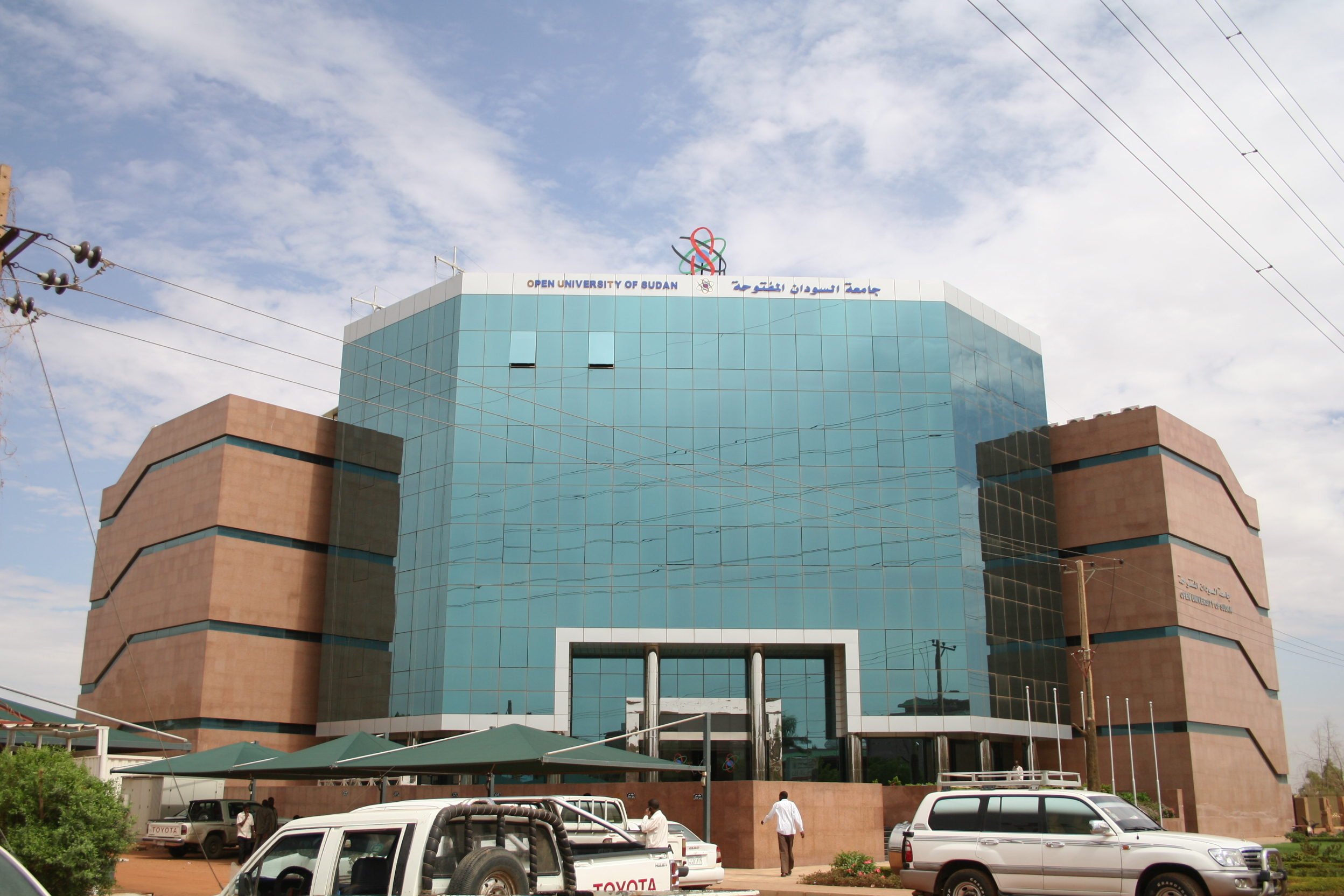
مقر جامعة السودان المفتوحة.

الجامعة المفتوحة (Open University) هي جامعة تعلم وبحث عن بعد. تأسست أول جامعة مفتوحة من قبل الميثاق الملكي في المملكة المتحدة وكانت تمول جزئيا من قبل حكومة المملكة المتحدة. هناك العديد من الجامعات المفتوحة في العالم وفي العالم العربي مثل ليبيا، سوريا، لبنان والإمارات العربية المتحدة. عادة ما تعتمد سياسة معينة لدخول الجامعة المفتوحة أي لا تؤخذ بالحسبان إنجازات الطلاب الأكاديمي السابقة عند طلب الدخول في معظم المقررات الجامعية.

## بعض الجامعات المفتوحة
- الجامعة المفتوحة الليبية
- الجامعة العربية المفتوحة
- جامعة القدس المفتوحة
- جامعة مكة المكرمة المفتوحة
- جامعة السودان المفتوحة
- الجامعة الأمريكية المفتوحة
- جامعة سلامنكا
- الجامعة المفتوحة
- جامعة الحضارة الإسلامية المفتوحة